# Mamerthes lycambes
Mamerthes lycambes är en fjärilsart som beskrevs av Druce 1891. Mamerthes lycambes ingår i släktet Mamerthes och familjen nattflyn. Inga underarter finns listade i Catalogue of Life.